# Pozzaglia Sabina
Pozzaglia Sabina est une commune italienne de la province de Rieti, dans la région Latium.

## Administration
| Période                                  | Période  | Identité         | Étiquette | Qualité |
| ---------------------------------------- | -------- | ---------------- | --------- | ------- |
| 14 juin 2004                             | En cours | Nazzareno Papili |           |         |
| Les données manquantes sont à compléter. |          |                  |           |         |

### Communes limitrophes
Ascrea, Castel di Tora, Colle di Tora, Collegiove, Orvinio, Paganico Sabino, Poggio Moiano, Scandriglia, Turania, Vivaro Romano.